# اکنون (مجموعه نمایش خانگی)
اکنون، یک برنامه گفت‌وگو محور فارسی است که از پاییز سال ۱۴۰۳ در سکوی پخش فیلیمو، شروع به کار کرد، این برنامه به کارگردانی محمدرضا رضائیان در ادامه برنامه کتاب‌باز ساخته شده است، و با توجه به قوانین حق نشر نام مجموعه به «اکنون…» تغییر یافت، هدف این برنامه به مثل کتاب‌باز ترویج ادبیات و هنر و فرهنگ کتابخوانی است.
سروش صحت در هر برنامه با یکی از متخصصین و صاحب نام‌های حوزه هنر، ادبیات یا پژوهش مصاحبه می‌کند و مخاطبان را به سبک فکری مهمانان آشنا می‌سازد؛ با علاوه آیتم‌های دیگری برای برنامه در نظر گرفته شده که در هر قسمت متفاوت است؛ همچنین در برخی ویژه برنامه‌ها تیم سازنده به شهرهای دیگر سفر می‌کنند.

## آیتم‌ها
گفت‌وگو با مهمانان: سروش صحت به با یکی از صاحب نام‌های حوزه ادبیات، هنر یا پژوهش صحبت می‌کنند.
مکث: محیا ساعدی مخاطبان را به خواندن کتاب در ژانرهای مختلف دعوت می‌کند
سفرنامه: احسان عبدی‌پور به همراه سروش صحت، ویدیو سفرنامه‌ای را به کارگردانی خود تماشا می‌کنند.
شاعران مهجور: دکتر رشید کاکاوند، در هرکدام از این آیتم‌ها زندگی‌نامه و منتخب شعری را از شاعران کم اسم رسم ادبیات پارسی را برای سروش صحت و مخاطبان بیان می‌کنند.
مثنوی‌خوانی: دکتر امیرحسین ماحوزی، کتاب مثنوی معنوی از مولانا را برای سروش صحت و مخاطبان می‌خوانند و توضیح می‌دهند.

## قسمت‌ها[۷]
| قسمت | مهمانان              | توضیح                                                            | آیتم‌ها                                                  |
| ---- | -------------------- | ---------------------------------------------------------------- | ------------------------------------------------------- |
| ۱    | علیرضا قربانی        | گفت‌وگو در باب موسیقی کلاسیک فارسی                                | سفرنامه با احسان عبدی‌پور، مکث با محیا ساعدی             |
| ۲    | ایرج طهماسب          | گفت‌وگو دربارهٔ ادبیات نمایش و ادبیات کودک و نوجوان                | شاعران مهجور با رشید کاکاوند، مکث با محیا ساعدی         |
| ۳    | محمد شمس لنگرودی     | شعرخوانی و گفت‌وگو دربارهٔ شعرهای محمد شمس لنگرودی                 | سفرنامه با احسان عبدی‌پور، مکث با محیا ساعدی             |
| ۴    | نیما قربانی          | گفت‌وگو دربارهٔ روانشاسی و فریب‌های ذهنی                            | شاعران مهجور با رشید کاکاوند، مکث با محیا ساعدی         |
| ۵    | پیمان قاسم‌خانی       | گفت‌وگو دربارهٔ فیلمسازی و سینمای کمدی ایران                       | مثنوی‌خوانی با امیرحسین ماحوزی، مکث با محیا ساعدی        |
| ۶    | تینا پاکروان         | گفت‌وگو دربارهٔ سریال‌های ایرانی و تجربیات تینا پاکروان             | سفرنامه با احسان عبدی‌پور، مکث با محیا ساعدی             |
| ۷    | مصطفی مستور          | گفت‌وگو دربارهٔ کتاب‌های مصطفی مستور و ادبیات داستانی               | شاعران مهجور با رشید کاکاوند، مکث با محیا ساعدی         |
| ۸    | بیژن بیرنگ           | گفت‌وگو در حوزه فیلمسازی و کارهای بیژن بیرنگ                      | مثنوی‌خوانی با امیرحسین ماحوزی، مکث با محیا ساعدی        |
| ۹    | ابراهیم حقیقی        | گفت‌وگو دربارهٔ پوسترسازی و هنرهای تجسمی ایرانی                    | سفرنامه با احسان عبدی‌پور، مکث با محیا ساعدی             |
| ۱۰   | بئاتریس سالاس        | گفت‌وگو دربارهٔ اسطوره‌شناسی ایرانی در شاهنامه                      | شاعران مهجور با رشید کاکاوند، مکث با محیا ساعدی         |
| ۱۱   | بابک کریمی           | گفت‌وگو دربارهٔ تجربیات بابک کریمی در حوزه بازیگری                 | سفرنامه با احسان عبدی‌پور، مکث با محیا ساعدی             |
| ۱۲   | آذرخش مکری           | گفت‌وگو در باب روان‌شناسی و خندق‌های روانی                          | مثنوی‌خوانی با امیرحسین ماحوزی                           |
| ۱۳   | سهراب پورناظری       | گفت‌وگو در باب موسقی سنتی اصیل ایرانی                             | شاعران مهجور با رشید کاکاوند، اجرای سه‌تار در نقش جهان   |
| ۱۴   | نهال تجدد            | گفت‌وگو در باب آثار و فعالیت‌های نهال تجدد                         | سفرنامه با احسان عبدی‌پور، مکث با محیا ساعدی             |
| ۱۵   | حمید علیدوستی        | گفت‌وگو دربارهٔ فوتبال و تأثیر هنر بر حمید علیدوستی                | در بخش دوم برنامه برای بار دوم از آذرخش مکری دعوت شد    |
| ۱۶   | عبدالجبار کاکایی     | گفت‌وگو در باب شعر و ادبیات فارسی                                 | مثنوی‌خوانی با امیرحسین ماحوزی، مکث با محیا ساعدی        |
| ۱۷   | شروین وکیلی          | گفت‌وگو دربارهٔ اسطوره‌شناسی ایرانی در تاریخ پارسی                  | شاعران مهجور با رشید کاکاوند                            |
| ۱۸   | امیر آقایی           | گفت‌وگو دربارهٔ بازیگری و تجربیات هنری امیر آقایی                  | مثنوی‌خوانی با امیرحسین ماحوزی                           |
| ۱۹   | الناز نجفی           | گفت‌وگو دربارهٔ ذوق ایرانی و بررسی آثار الناز نجفی                 | شاعران مهجور با رشید کاکاوند، مکث با محیا ساعدی         |
| ۲۰   | علی خدایی            | سفر به اصفهان و گفت‌وگو با علی خدایی در بناهای تاریخی             |                                                         |
| ۲۱   | مهدی فیروزان         | گفت‌وگو دربارهٔ تجربیات مهدی فیروزان، مؤسس شهرکتاب                 | مثنوی‌خوانی با امیرحسین ماحوزی، مکث با محیا ساعدی        |
| ۲۲   | شهلا حائری           | گفت‌وگو دربارهٔ ترجمه کتاب و آشنایی با مارسل پروست                 | شاعران مهجور با رشید کاکاوند                            |
| ۲۳   | حسین معززی‌نیا        | گفت‌وگو دربارهٔ نقد سینما و تجربیات حسین معززی‌نیا                  | مثنوی‌خوانی با امیرحسین ماحوزی، مکث با محیا ساعدی        |
| ۲۴   | محسن شریفیان         | سفر به بوشهر و بررسی موسیقی بوشهر در فستیوال کوچه                |                                                         |
| ۲۵   | مهرداد اسکویی        | گفت‌وگو در باب عکاسی و مستندسازی با ایشان                         | شاعران مهجور با رشید کاکاوند                            |
| ۲۶   | میلاد منشی پور       | گفت‌وگو دربارهٔ هوش مصنوعی و استارتاپ تپسی                         | مثنوی‌خوانی با امیرحسین ماحوزی                           |
| ۲۷   | رسول صدر عاملی       | گفت‌وگو در باب تجربیات فیلم‌سازی رسول صدرعاملی                     | مثنوی‌خوانی با امیرحسین ماحوزی                           |
| ۲۸   | محمدرضا شعبانعلی     | گفت‌وگو دربارهٔ مذاکره و کتابخوانی با محمدرضا شعبانعلی             |                                                         |
| ۲۹   | آزیتا حاجیان         | گفت‌وگو دربارهٔ بازیگری و تجربیات زندگی با آزیتا حاجیان            | مثنوی‌خوانی با امیرحسین ماحوزی                           |
| ۳۰   | حامد وحدتی نسب       | گفت‌وگو دربارهٔ دیرینه‌شناسی انسان و انسانهای اولیه                 | مثنوی‌خوانی با امیرحسین ماحوزی                           |
| ۳۱   | فرهاد ناظرزاده‌کرمانی | گفت‌وگو دربارهٔ ادبیات و و تجربیات زندگی فرهاد ناظرزاده            |                                                         |
| ۳۲   | یاسین حجازی          | گفت‌وگو دربارهٔ تجربیات زندگی و صحبت دربارهٔ زبان فارسی             | تئاتر جان بی‌قرار با اجرای سجاد افشاریان و احسان عبدی‌پور |
| ۳۳   | عبدالمحمود رضوانی    | گفت‌وگو دربارهٔ ادبیات، سعدی و تجربیات زندگی                       |                                                         |
| ۳۴   | حامد وحدتی نسب       | گفت‌وگو دربارهٔ پیشینیان و چگونگی تاب‌آوری آنها و چگونه دوام آوردند | شاعران مهجور با رشید کاکاوند                            |
| ۳۵   | عبدالحسین وهاب‌زاده   | گفت‌وگو دربارهٔ تجربیات زندگی، محیط زیست و زیست‌بوم                 | مثنوی‌خوانی با امیرحسین ماحوزی                           |
| ۳۶   | حسین پاکدل           | گفت‌وگو دربارۀ مسیر زندگی حسین پاکدل                              | شاعران مهجور با رشید کاکاوند                            |
| ۳۷   | ابراهیم افشار        | گفت‌وگو دربارهٔ روزنامه‌نگاری ورزشی، خاطرات و تجربیات زندگی         | مثنوی‌خوانی با امیرحسین ماحوزی                           |
| ۳۸   | حسین مدنی            | گفت‌وگو دربارۀ انسان شناسی دیجیتال و تاریخچه آن                   | شاعران مهجور با رشید کاکاوند                            |